# Poison (parfum)
Pour les articles homonymes, voir Poison (homonymie).
Poison est un parfum, de l'entreprise Parfums Christian Dior, créé en 1985 par le parfumeur Édouard Fléchier. Il s'agit d'un parfum floral-oriental très capiteux, à la surdose de tubéreuse et de notes fruitées (fruits rouges). Le flacon en forme de pomme couleur améthyste, créé par Véronique Monod, accentue le côté vénéneux de son nom, référence au poison, et clin d'œil aux mythes d'Ève, mais aussi de Blanche-Neige.

## Lancement et succès
Le nom du parfum a été trouvé par l'artiste et consultant François-Marie Banier. Sa création et son lancement ont nécessité un investissement de 40 millions de dollars, montant largement couvert par le chiffre d'affaires réalisé en six mois grâce à son succès immédiat, en particulier au Japon, où son lancement a été un très grand succès, faisant de bondir de 15 % le chiffre d'affaires annuellement réalisé dans ce pays par l'ensemble des parfums[réf. souhaitée].
La publicité accompagnant son lancement était basée sur le thème du film La Belle et la Bête de Jean Cocteau, et a été réalisé par Claude Chabrol, en collaboration avec le directeur artistique de la maison. Son lancement a été un évènement international ; lors des premières semaines de vente, il s'en vendait un flacon toutes les cinquante secondes aux Galeries Lafayette à Paris, et il s'était même organisé à ses portes un véritable petit marché noir. Très vite, Poison eut ses « pro » et ses « anti », et dans certains restaurants new-yorkais on a pu voir fleurir des panneaux « No Smoking, no Poison » («défense de fumer et de porter Poison »).

## Inspirations
La société Parfums Christian Dior a par la suite décliné ce parfum en plusieurs autres, reprenant un nom similaire, une police de caractères identique, et un flacon en forme de pomme mais de couleur différente à chaque fois :
- 1994 : Tendre poison, flacon vert ;
- 1998 : Hypnotic poison, flacon rouge ;
- 2004 : Pure poison, flacon blanc / transparent (très fruits rouges) ;
- 2007 : Midnight poison, flacon bleu ;
- 2016 : Poison girl, flacon rose.

Ils n'auraient cependant qu'assez peu en commun sur le plan olfactif.
Ce parfum, inspiré de Mûre et musc de L'artisan parfumeur (sorti en 1978) a également servi de base d'inspiration pour : Angel de Thierry Mugler, très fruits rouges ; Hot couture de Givenchy ; Lolita Lempicka de Lolita Lempicka, aux notes de réglisse ; Series 7 sweet ;
Comme des garçons, avec ses différenciations « friandises » ; City glam d'Armani, aux notes de fleurs miellées et de musc blanc ; DKNY à la fraîcheur de pomme verte confite de vanille.

## Culture
Poison est mentionné en 1995 dans la pièce de théâtre Moscou nuit blanche de Thierry Debroux, ou encore en 1993 dans le roman policier Silent Prey de John Sandford, dans lequel le caractère fort du parfum sert à renforcer la conviction d'un témoin.